# مهارات اجتماعية
المهارات الاجتماعية هي أي مهارة تمكن الإنسان من التفاعل والتواصل مع الآخرين، ومن خلالها تظهر الأعراف والعلاقات الاجتماعية بعدة صور لفظية وغير لفظية.
والغرض من الاتصال هو توصيل رسالتك للآخرين بوضوح وخالية من أي غموض. والقيام بذلك ينطوي على بذل جهد من كل من مرسل الرسالة والمتلقي. كثير من الأحيان يساء تفسير الرسائل من قبل المتلقي، عندما لا يتم الكشف عن هذا، فإنه يمكن أن يكون سبب في حدوث التباس كبير، جهد ضائع وفرصة ضائعة.

في الواقع، يعتبر الاتصال ناجح فقط عندما يكون كلا من المرسل والمتلقي قد فهموا نفس المعلومات نتيجة لعملية التواصل. عند فشل عملية التواصل وونقل الأفكار والآراء، مما يتسبب في انهيار الاتصالات وخلق الحواجز التي تقف في طريق أهدافك - سواء على المستوى الشخصى أو المهنى.
وتسمى العملية التي يجري بها تلقي هذه المهارات بالتنشئة الاجتماعية. كما يوجد مصطلح المهارات الشخصية ويُشار إليه أيضاً بالمهارات البشرية أو بمهارات التواصل  ؛ تًعرّف بأنها المهارات التي يستخدمها أي شخص ويوظفها ليتفاعل ويتواصل مع الآخرين، وتشمل هذه المهارات مهارة الإقناع، والاستماع الفعّال، ومهارة التفويض والقيادة والقدرة على حل المشكلات والتفكير الفعال. 
 ويستخدم مصطلح «المهارات الشخصية» غالباً في سياق النصوص الاقتصادية أو التي تُعنى بإدارة الأعمال؛ بحيث تشير إلى مقياس قدرة الشخص وأدائه من منظور تواصله الاجتماعي وتفاعله مع الآخرين في ظل المؤسسة التي يعمل بها، وهي بذلك تسلط الضوء على كيفية تواصل الأفراد مع بعضهم البعض.

## أنواع التواصل

### تواصل غير لفظي
يصف التواصل غير اللفظي عملية توصيل المعنى في شكل رسائل غير منطوقة.
وتشمل بعض أشكال التواصل غير اللفظي اللمس، الإيماءة، أو لغة الجسد، وتعبيرات الوجه والتواصل البصري. ويعتبر التواصل كائن مثل الملابس وتسريحات الشعر، والهندسة المعمارية، والرموز، والرسوم البيانية، ونبرة الصوت.

### تواصل لفظي
التواصل اللفظي أو المنطوق الفعال يعتمد على عدد من العوامل، ويجب ان يندمج مع غيره من المهارات الهامة الشخصية مثل التواصل الغير اللفظي، ومهارات الاستماع والتوضيح. التواصل اللفظى المنطوق يشمل الخطب، والعروض، والمناقشات، وجوانب التواصل بين الأشخاص.

## ما هو التواصل الفعال؟
في عصر المعلومات، علينا إرسال وتلقي ومعالجة أعداد ضخمة من الرسائل يومياً. ولكن التواصل الفعال هو أكثر من مجرد تبادل للمعلومات؛ إنه فهم ما وراء هذه المعلومات من مشاعر وانفعالات. من خلال التواصل الفعال يمكن أن تحسن العلاقات في المنزل أو العمل، وفي المواقف الاجتماعية من خلال تعميق روابطك مع الآخرين وتحسين العمل الجماعي، واتخاذ القرارات، وحل المشكلات. والذي يمكنك من توصيل حتى الرسائل السلبية أو الصعبة دون خلق صراع أو تدمير للثقة.
التواصل الفعال يجمع بين مجموعة من المهارات من بينها التواصل الغير اللفظي، والاستماع الفعال، والقدرة على إدارة الضغوط في لحظات، والقدرة على إدراك وفهم مشاعرك الخاصة وأيضا مشاعر الشخص الذي تتواصل معه.

## أهم 7 مهارات للتواصل الفعال

اهم 7 مهارات للتواصل الفعال

اتفق خبراء التواصل على نموذج واسموه 7Cs فهو عبارة عن 7 كلمات تختصر أهم 7 مهارات للتواصل الفعال وهي كالآتي:
- أولا: كن واضحاً Clear: عليك أن تكون واضحاً اثناء توصيل رسالتك وتكون بسيطة غير مبهمة ولا تحمل أكثر من معنى واحد.
- ثانيا: اختصر Concise: لا تسهب في الكلام وحاول أن تختصر حتى لا تتسبب في الشعور بالملل أو الضجر من الحوار معك. وحاول ألا تشتت انتباه من تتواصل معهم في العديد من المواضيع بل كن دائما حذراً أن يكون حوارك يدور حول نقطة واحدة تخدم هدفك الاساسي من الاتصال.
- ثالثا: كن واقعياً Concrete: حاول أن تدعم رسائلك بالدلائل والاحصائيات والذي بدوره يثبت صحة كلامك ويبعث ثقة كبيرة في نفس من يتحاور معك ليكمل الحديث.
- رابعا: استخدم الالفاض الصحيحة Correct: أثناء تواصلك مع الآخرين، سواء كتابة أو وجهاً لوجه قد يقع العديد منا في اخطاء املائية واخطاء قواعد فانتبه لذلك، ولا تكثر من استخدام الكلمات العامية والمصطلحات الغير مفهومة.
- خامسا: كن متماسك ومتناسق Coherent: كلماتك التي تستخدمها تكشف جزءاً كبيراً من شخصيتك. فيجب أن تكون كلماتك مترابطة وداخل كيان متماسك.
- سادسا: رسالة كاملة Complete: يجب أن تكون رسالتك التي تريد توصيلها كاملة غير ناقصة وتحمل كل ما تريد من معنى ومفهوم.
- سابعا: لبق Courteous: لا مانع من أن ترسم ابتسامة لطيفة وطبيعية على وجهك تبعث في نفس من يتواصل معك الألفة، ودائماً انتقى ألفاظك التي تستخدمها في توصيل رسالتك.

في النهاية ستكون النتائج مذهله إن اهتممت بتحقيق الـ 7Cs في عملية الاتصال مع الاخرين تواصلت معهم بالطريقة التي ترغب في أن يتواصلوا بها معك.

## أسباب اضطراب مهارات التواصل

### الكحول
يظهر جلياً أن مهارات التواصل الاجتماعية لا تتحقق في الأشخاص الذين يعانون من إدمان على الكحول وذلك ناجماً عما تسببه الكحول من التسمم العصبي في منطقة الدماغ؛ وخاصة الناصية "القشرة الأمامية للفص الجبهي"، فالإفراط في الكحول يتسبب في ضعف العديد من المهارات الاجتماعية منها: العجز في استيعاب الملامح التعبيرية للوجه، واضطراب في تمييز الأصوات اللغوية، وقصور في نظرية العقل، بالإضافة إلى عدم القدرة على فهم التعابير الفكاهية واستيعاب مدلولاتها. ويصيب القصور في مهارات التواصل الاجتماعية أيضاً الأشخاص الذين يعانون من اضطرابات طيف الكحول الجنينية متلازمة الجنين الكحولي، حيث تلازم الأعراض لتلك الاضطرابات فترة حياة الأشخاص المصابين وقد تسوء الحالة مع مرور الوقت لتؤثر في وظائف الدماغ أثناء مرحلة الشيخوخة. 

```
[
3
]
```

### قصور الانتباه وفرط الحركة (ADHD)
بالنظر إلى الأطفال المصابين بفرط الحركة فإننا نجد أن النصف منهم يعانون من تجنب قرنائهم في السن لهم بما يزيد عن غير المصابين بنسبة تتراوح بين 10- 15%. أما المراهقين المصابين بفرط الحركة وقصور الانتباه فيصعب عليهم كذلك تكوين صداقات قوية وعلاقات مع الآخرين إلا أن ذلك قد لا يستمر وسرعان ما يزول عند نضجوهم وانتقالهم إلى مرحلة الشباب واختلاطهم ببيئات العمل المختلفة. وقد يواجه العديد من المصابين بقصور الانتباه وفرط الحركة في مرحلتي الثانوية والجامعية من صعوبات في استمرار علاقاتهم العاطفية. ومن جانب آخر تساهم مهارات التواصل الاجتماعية والعلاج السلوكي إيجاباً في الحد من بعض مضاعفات فرط الحركة والتي من أهمها تكوين صداقات مع أشخاص أسوياء لا يعانون أي اضطرابات أو أعراض مرضية مشابهة لفرط الحركة ويساعدوهم في تجنب السلوكيات المنحرفة. وعادة ما تتسبب ضعف العلاقات والروابط مع أقرنائهم بالاكتئاب الحاد، وازدياد معدل الجرائم، وضعف في المستوى الدراسي والإدمان على المواد المخدرة. ويواجه المراهقين المصابين بقصور الانتباه وفرط الحركة صعوبات في الحفاظ على علاقاتهم وصداقاتهم بسبب تشتت الانتباه لديهم الذي يتسبب في عجزهم عن التواصل اللفظي ولغة الجسد، وهما وسيلتان بالغتا الأهمية في وسائل التواصل الاجتماعي في مرحلة المراهقة، كما قد يشعر المصابين منهم بنظرات الشفقة من أقرنائهم ويشعرون بالضعف وعدم النضج. أما من جانب العلاقات العاطفية مع الجنس الآخر فالمصابين بهذه المتلازمة يواجهون صعوبات في مرحلة دراستهم الثانوية والجامعية بسبب قصر الانتباه لديهم وعجزهم عن استخدام لغة الجسد مثل إشارات الغزل، ونبرات الصوت والتي ربما يخطئ فيها ويسيء الشخص الآخر فهمه ويُتهم بالاندفاعية والتهور.

### التوحد
إن الأشخاص المصابين باضطرابات مرض التوحد مثل متلازمة أسبرجر يواجهون غالباً صعوبات في مهارات التواصل الاجتماعية، وهي نتيجة لقصور في نظرية العقل التي تعرف بأنها قدرة الإنسان في إدراك المشاعر والتعبيرات العاطفية الصادرة من الآخرين. والكثير من المصابين بالتوحّد يعانون من أعراض فرط الحساسية مثل الاهتمام المبالغ ببعض النشاطات والمجالات، وعجز في إتمام المحادثات، بالإضافة إلى اضطرابات في التواصل غير اللفظي وعجز في تواصل لغة العيون ولغة الجسد.

## العلاج السلوكي
يعرف علماء النفس السلوكي مهارات التواصل الاجتماعية بأنها سلوكيات مكتسبة تحقق التكاتف الاجتماعي. ووفقاً لرأي كلاً من سشنيدر وبايرن (1985) اللذان أجريا التحاليل ما ورائية لخطوات التمرين على المهارات الاجتماعية (شملت 51 دراسة) فقد نتج أن خطوات الاشتراط الإجرائي للتدريب على المهارات الاجتماعية تتصدر قائمة حجم الأثر الأكبر، يليها التعلم بالملاحظة، ثم التمرين، ثم أساليب المعرفة الاجتماعية. ويفضل خبراء السلوك استخدام مصطلح «المهارات السلوكية» للإشارة إلى المهارات الاجتماعية، حيث لا يقتصر ممارسة المهارات السلوكية على تعزيز المهارات الاجتماعية فقط بل وأيضاً مهارات أخرى مطلوبة أثناء التعامل مع مختلف المجتمعات بما في ذلك علاج الإدمان الجماعي كما في النهج العلمي لإصلاح المجتمع وتدريب الأسرة. وبالإضافة إلى ذلك يُنصح بالتمرس على المهارات السلوكية للأشخاص الذين يعانون من اضطرابات الشخصية الحدية ، والاكتئاب ، واضطرابات النمائية (التطورية). ويسعى علماء النفس السلوكي من المنظور النموذجي في تطوير ما يعرف «بمهارات المرحلة الانتقالية»  ؛ وهي المهارات الرئيسة التي تدفع الشخصية للتكيف والانفتاح على مختلف البيئات والظروف. ويشيرون إلى أن سبب اهتمامهم بهذا النوع من المهارات يعود إلى أحد الأساليب المتبعة في التعامل حيث يستطيع الإنسان أن يواجه مختلف المشاكل الاجتماعية ويقلل الضغوطات والمصادمات مما يواجهه، كما يرفع فرص تصحيح هذه الأخطاء وتعديلها من خلال ما يملكه من المهارات السليمة. 

وتقول ليديسما: «يمكن قياس المهارات الاجتماعية من خلال الطريقة التي تتعامل بها مع الآخرين وردات الفعل لتصرفاتهم المختلفة. فطريقة التعامل مع الأشخاص المحيطين بك يعد أمراً هاماً، لذا يوجد العديد من الاختبارات التي سوف تساعدك على التعرف على الإحاطة بأنماط الشخصية التي ينبغي أن تتصف بها أمام هؤلاء الأشخاص. وإن كنت تظن أن هناك خللاً في تصرفاتك فاعلم أنك بحاجة إلى إجراء هذا الاختبار. وبالرغم من أنه يساعدك جزئياُ إلا أنه يعد دليلاُ لك في تطوير شخصيتك وتوجيهها على نحو إيجابي أثناء مواجهتك لمختلف المواقف والأشخاص». (ليديسما، 2009).

## اختلافات علمية
لقد أثار مفهوم مهارات التواصل الاجتماعية جدلاً وتساؤلات لعدة أعوام، حيث كان الإشكال يدور في مدى الحاجة لاستجابة الشخص، أو في مدى فعالية ردة فعل الشخص في موقف ما لتحقيق هدفاً محدداً. ومن ذلك صمم العالم رايموند رومانز Raymond Romanczy نموذجاً لقياس لمستوى المهارات الاجتماعي المكتسبة عند لأطفال الذين يعانون من التوحّد.

## روابط خارجية
- National Association of School Psychologists on Social Skills